# Война за независимость Аргентины
Война за независимость Аргентины (исп. Guerra de Independencia de Argentina) — вооружённая борьба аргентинского народа против испанского колониального господства, приведшая к независимости страны от Испании. Была частью Войны за независимость испанских колоний в Америке.

## Предпосылки
Территория современной Аргентины входила в состав испанского вице-королевства Рио-де-ла-Плата со столицей в Буэнос-Айресе, резиденцией правительства испанского вице-короля. В политической структуре наиболее авторитетные должности занимали люди, назначенные испанской монархией, большинство из которых были испанцами из Европы, без сильной приверженности южноамериканским проблемам или интересам. Это привело к растущему соперничеству между креолами, белыми людьми, родившимися в Латинской Америке, и испанцами, прибывшими из Европы. Идеи Американской и Французской революций, а также Эпохи Просвещения способствовали стремлению к социальным переменам среди креолов. Полный запрет, введенный Испанией на торговлю с другими странами, расценивался как ущерб экономике вице-королевства. Началу борьбы против Испании способствовало также пробуждение национального самосознания во время британского вторжения в Рио-де-ла-Плата в рамках англо-испанской войны, когда в 1806 году был захвачен Буэнос-Айрес, а затем освобожден местными силами без поддержки войск метрополии. Опасаясь контратаки англичан, все население Буэнос-Айреса, включая рабов, способное носить оружие, было организовано в военные отряды. Толчком к началу войны послужили события в Испании в 1808 году, последовавшие за вторжением войск Наполеона и приведшие к зависимости страны от Франции.

## Ход войны

### 1810—1811
В столице вице-королевства Рио-де-ла-Плата Буэнос-Айресе патриоты 25 мая 1810 года отстранили вице-короля Сиснероса и учредили Временную правительственную хунту во главе с Корнелио Сааведрой. Её попытки подчинить всю территорию Рио-де-ла-Платы натолкнулись на сопротивление отдельных провинций. Первая военная кампания по приказу революционной хунты в Буэнос-Айресе была развернута против Кордовы, где бывший вице-король Сантьяго де Линьерс организовал контрреволюцию. 6 августа 1810 года он был захвачен и отправлен в Буэнос-Айрес, где 26 августа был казнён. Хуан Хосе Кастелли был назначен главой Северной армии и повел её в Верхнее Перу, где первоначально потерпел поражение в битве при Котагайте, но затем, получив подкрепление, разбил испанцев в битве при Суипаче, что дало Буэнос-Айресу контроль над Верхним Перу. Затем испанский генерал Гойенече продвинулся вперед и победил Кастелли в битве при Уаки, силы которого рассеялись и покинули провинцию. Однако сопротивление партизан-патриотов Верхнего Перу сдерживало роялистов, не давая им продвинуться на юг. Нежелательные результаты кампаний в Парагвае (см. ниже) и Верхнем Перу привели к тому, что в сентябре 1811 года хунта была заменена исполнительным Триумвиратом.

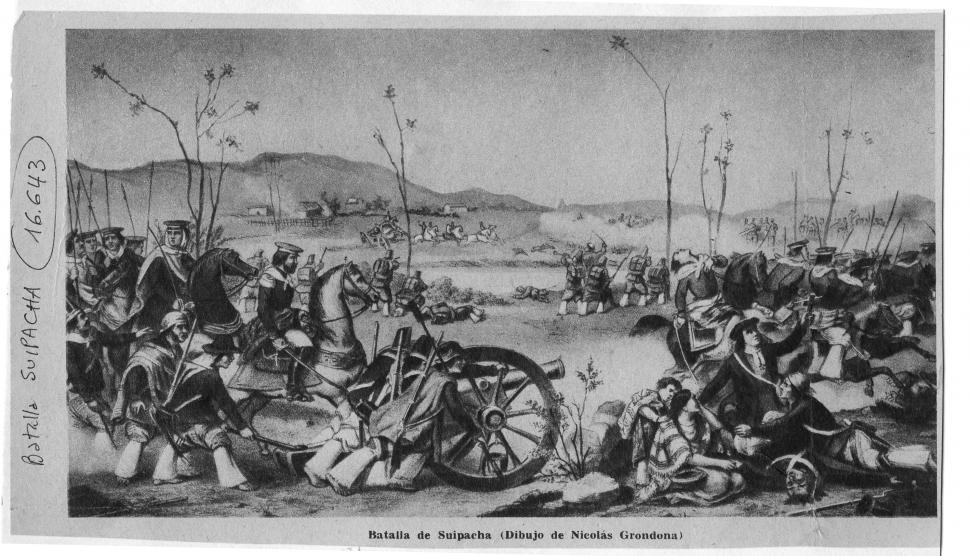
Битва при Суипаче — первая победа аргентинцев

В Парагвае интендант, не признавший исход событий Майской революции, возглавил местное ополчение, которое разбило буэнос-айресскую Северную армию Мануэля Бельграно (январь 1811 года). В мае 1811 года там была упразднена колониальная администрация, а в 1813 году был установлен республиканский строй. В 1814 году «Верховным диктатором республики» стал доктор Хосе Гаспар Франсиа.
Население Восточного Берега (ныне Уругвай) под руководством Х. Х. Артигаса с февраля 1811 вело борьбу против испанских, а затем вторгшихся из Бразилии португальских войск. Эта борьба осложнялась противоречиями между уругвайцами, стремившимися к созданию лаплатской федерации автономных провинций, и Буэнос-Айресом, добивавшимся образования унитарного государства под своим верховенством.

### 1812—1813
В начале 1812 года Хосе Рондо инициировал вторую осаду Монтевидео. Хотя роялист Гаспар де Вигоде пытался прорвать осаду, он потерпел поражение в битве при Серрито. Затем испанский флот попытался обойти сухопутную блокаду, совершив набег на близлежащие поселения на западном берегу реки Уругвай. 31 января 1813 года испанские войска из Монтевидео высадились возле города Сан-Лоренцо в провинции Санта-Фе, но 3 февраля были полностью разгромлены отрядом под командованием Сан-Мартина. Бой при Сан-Лоренцо положил конец дальнейшим испанским набегам на западный берег реки Парана.

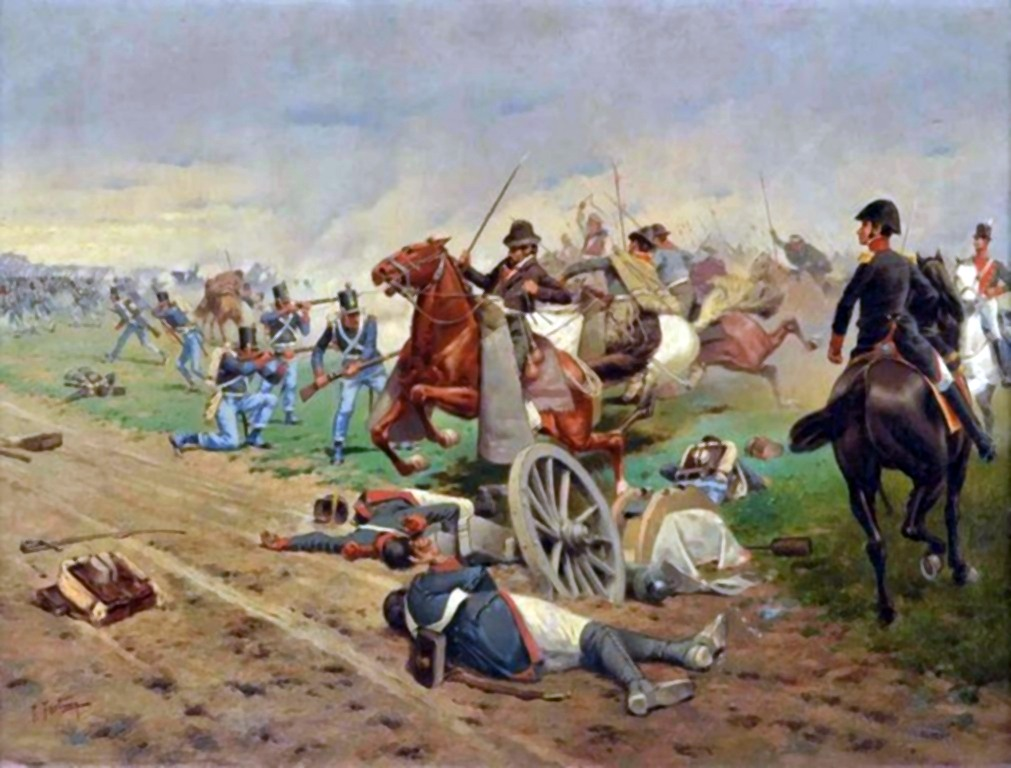
Сражение при Тукумане 24-25 сентября 1812 г.

В Верхнем Перу Триумвират решил провести новую кампанию с помощью реорганизованной Северной армии под командованием генерала Мануэля Бельграно. Столкнувшись с подавляющим вторжением армии роялистов во главе с генералом Пио де Тристаном, Бельграно прибег к тактике выжженной земли и приказал эвакуировать жителей Жужуя и Сальты, а также сжечь все остальное, что осталось, чтобы помешать вражеским силам получить припасы. Бельграно решил сразиться с роялистами при Тукумане, одержав великую победу, а затем решительно разгромив армию роялистов в битве при Сальте, вынудив большую часть армии роялистов сложить оружие. Тристан (бывший однокурсник Бельграно по Университету Саламанки) и его люди были амнистированы и освобождены. Затем армия патриотов снова потерпела поражение в Верхнем Перу в сражениях при Вилькапухио и Айохума и отступила в Жужуй.
8 октября 1812 года в результате переворота был создан новый Триумвират, который считался более приверженным делу независимости. Фактически этот второй Триумвират созвал национальную ассамблею, которая должна была провозгласить независимость. Ассамблея, однако, сначала решила заменить Триумвират новым единоличным исполнительным органом, Верховным директором Соединенных провинций Рио-де-ла-Плата, и избрала на эту роль Хервасио Антонио де Посадаса.

### 1814—1816
Одним из первых действий Посадаса было создание 1 марта 1814 года военно-морского флота под командованием Уильяма Брауна. 14 мая 1814 года импровизированный патриотический флот вступил в бой с испанским флотом и через три дня разгромил его. Эта акция обеспечила безопасность порта Буэнос-Айреса и позволила 20 июня 1814 года занять Монтевидео, который больше не мог выдерживать осаду. Падение Монтевидео устранило угрозу роялистов со стороны Восточного Берега и означало фактический конец испанского вице-королевства Рио-де-ла-Плата.
В 1815 году Северная армия, неофициально которой командовал Хосе Рондо, начала еще одну наступательную кампанию в Верхнем Перу без официального разрешения нового верховного директора Альвареса Томаса. Однако, не имея официальной поддержки, армия столкнулась с анархией. Более того, вскоре после этого она лишилась также помощи провинциальной армии Сальты, которой командовал Мартин Мигель де Гуэмес. После поражений при Вента-и-Медии (21 октября) и Сипе-Сипе (28 ноября) северные территории Верхнего Перу фактически отошли к Вице-королевству Перу. Однако испанская армия не смогла продвинуться дальше на юг, поскольку с тех пор она была успешно остановлена в Сальте партизанами Гуэмеса.
Неудачный исход третьей кампании в Верхнем Перу распространил в Европе слухи об окончании Майской революции. Более того, король Фердинанд VII был восстановлен на испанском престоле в 1813 году, поэтому требовалось срочное решение относительно политического статуса Соединенных провинций.
9 июля 1816 года собрание представителей провинций (включая три департамента Верхнего Перу, но исключая представителей Санта-Фе, Энтре-Риоса, Корриентеса и Восточного Берега, объединенных в Федеральную лигу) встретилось на Конгрессе в Тукумане и провозгласили независимость Соединённых провинций Южной Америки от испанской короны.

### 1817—1825

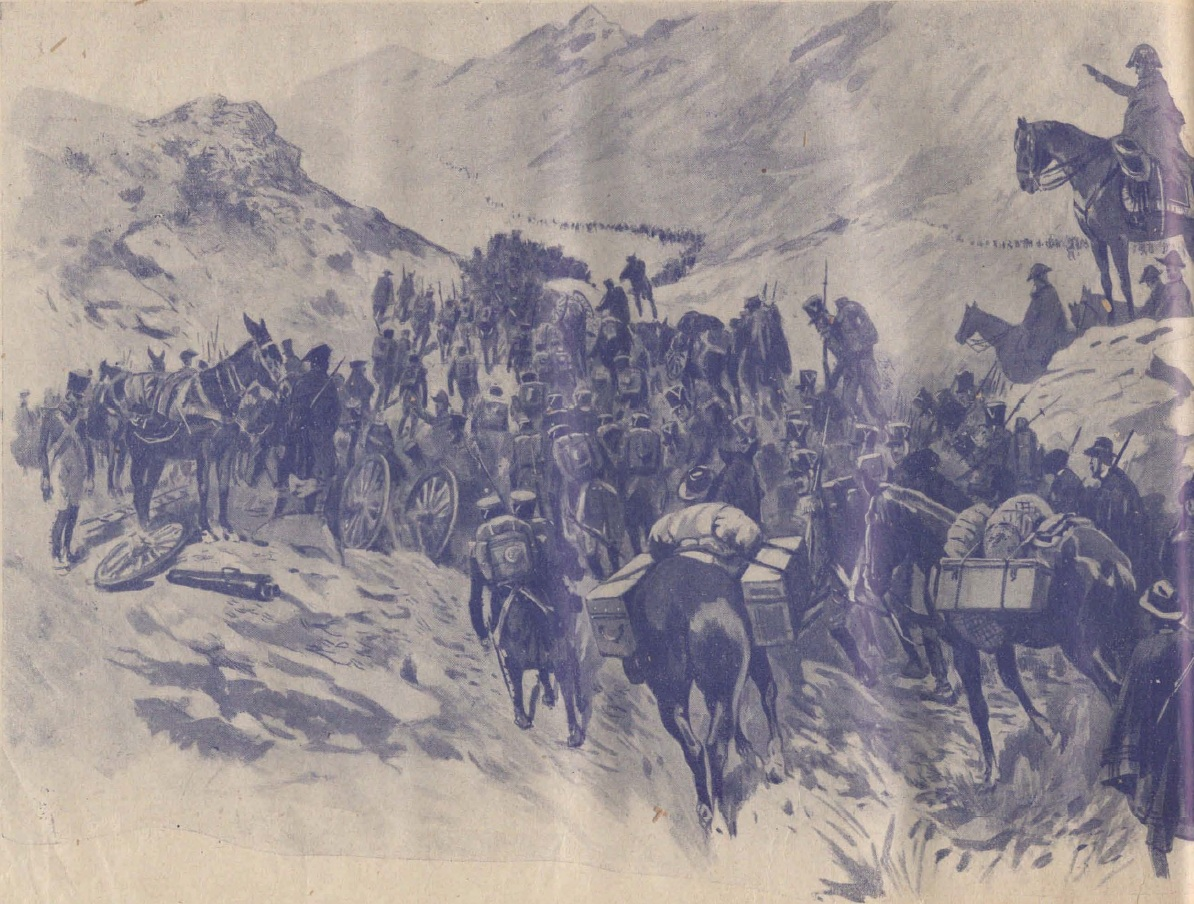
Переход войск Сан-Мартина через Анды

В дальнейшем Соединённые провинции Южной Америки помогали испанским колониям в Южной Америке освобождаться от колониального владычества. В начале 1817 года Андская армия Хосе де Сан-Мартина, придя на помощь Чили и Перу, совершила переход через Анды и 12 февраля 1817 года разгромила испанские войска в сражении при Чакабуко (Чили). Избранный верховным правителем Бернардо О’Хиггинс 12 февраля 1818 года декларировал независимость Чили, окончательно упроченную в результате победы патриотов в битве при Майпу (5 апреля 1818 года).
В 1820—1821 годах Сан-Мартин во главе военно-морской экспедиции занял Перу, изгнал оттуда испанцев и провозгласил независимость, возглавив первое правительство страны.
В результате войны за независимость в регионе Рио-де-ла-Платы возникли республики: Аргентина, Уругвай, Парагвай. Объединённые провинции Рио-де-ла-Платы в начале 1820 года фактически распались. Лишь 6 февраля 1826 года Учредительный конгресс в Буэнос-Айресе принял закон о создании их общего правительства, а 24 декабря 1826 года утвердил конституцию Аргентины (так стали называться Объединённые провинции Рио-де-ла-Платы). Уругвайские патриоты только в 1828 году добились признания своей государственности (согласно конституции 1830 года — Восточная республика Уругвай).